# Etzdorf (Heideland)

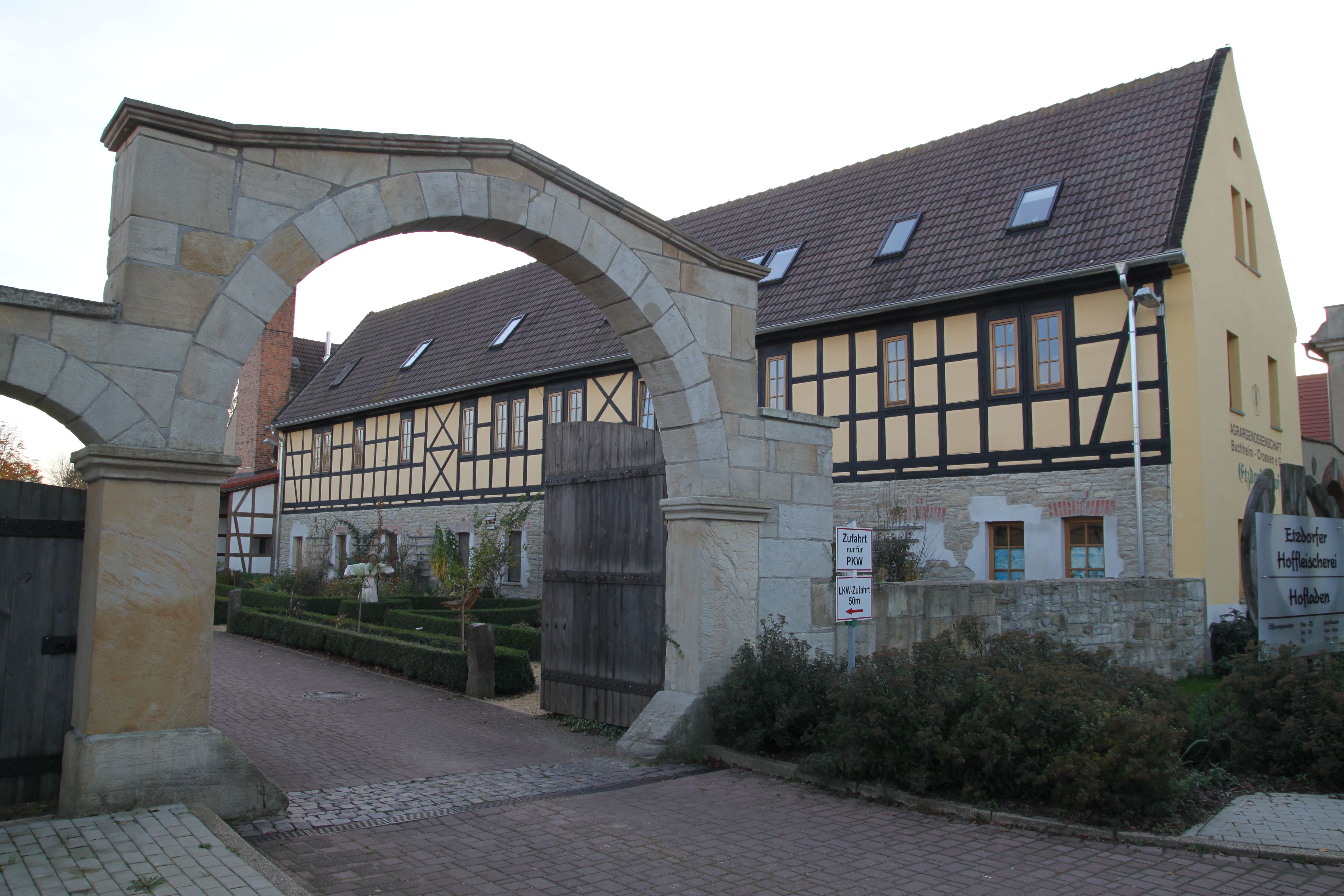
Etzdorf, Agrargenossenschaft

Etzdorf ist ein Ortsteil der Gemeinde Heideland im Saale-Holzland-Kreis in Thüringen, die Teil der Verwaltungsgemeinschaft Heideland-Elstertal-Schkölen sind.

## Geografie
Etzdorf liegt östlich der Stadt Eisenberg und westlich der Stadt Crossen an der Elster in etwa der Mitte zwischen beiden Städten. Die Bundesautobahn 9 führt westlich an einigen benachbarten Ortsteilen der Gemeinde Heideland vorbei. Die Ortsteile sind mit Ortsverbindungsstraßen untereinander verbunden und haben Anschluss an Landesstraßen mit Übergang zur Bundesautobahn 9. Die Gemarkung von Etzdorf ist westlich und östlich mit Hainen flankiert, die auch archäologische Funde besaßen und besitzen.

## Geschichte
Die Ersterwähnung des Ortes erfolgte im Jahr 1219.
Von den 16 Grabhügeln in der Etzdorfer Flur „Am nassen Wald“ wurden 1924 und nochmals 1956 jeweils drei Gräber geöffnet und dokumentiert. Sie erhielten unterschiedlich gut erhaltene Grabeinbauten und Steinsetzungen – auch ein „Totenhaus“. Man fand Amphoren, Becher, Feuersteine und Pfeilspitzen.
Das uradelige Geschlecht der Etzdorff hatte hier seinen Stammsitz. Etzdorf gehörte zum wettinischen Kreisamt Eisenberg, welches aufgrund mehrerer Teilungen im Lauf seines Bestehens unter der Hoheit verschiedener Ernestinischer Herzogtümer stand.  1826 kam der Ort mit dem Südteil des Kreisamts Eisenberg und der Stadt Eisenberg vom Herzogtum Sachsen-Gotha-Altenburg zum Herzogtum Sachsen-Altenburg. 1920 kam der Ort zum Freistaat Thüringen.
Das Dorf war und ist noch landwirtschaftlich orientiert.